# Cylindropuntia versicolor
Classification phylogénétique
Espèce
Statut de conservation UICN

 LC  : Préoccupation mineure
Statut CITES
Cylindropuntia versicolor, aussi nommé Opuntia versicolor, est une espèce de plantes à fleurs de la famille des Cactaceae. C'est un cactus originaire du sud de l'Amérique du Nord.